# Dorothea Köring
Dorothea Köring (Chemnitz, 11 luglio 1880 – Dresda, 13 febbraio 1945) è stata una tennista tedesca.

## Palmarès

### Olimpiadi
- Oro a Stoccolma 1912 nel doppio misto outdoor.
- Argento a Stoccolma 1912 nel singolare femminile outdoor.